# Fumaria faurei
Fumaria faurei är en vallmoväxtart som först beskrevs av Herbert William Pugsley, och fick sitt nu gällande namn av Lidén. Fumaria faurei ingår i släktet jordrökar, och familjen vallmoväxter. Inga underarter finns listade i Catalogue of Life.